# 剛察県
剛察県（こうさつ-けん、カンツァ・ゾン, rkang tsha rdzong）は中華人民共和国青海省海北チベット族自治州に位置する県。

## 行政区画
- 鎮:沙柳河鎮、哈爾蓋鎮
- 郷:伊克烏蘭郷、泉吉郷、吉爾孟郷